# Collegio uninominale Sicilia 2 - 01 (2020)
Il collegio elettorale uninominale Sicilia 2 - 01 è un collegio elettorale uninominale della Repubblica Italiana per l'elezione della Camera dei deputati.

## Territorio
Come previsto dalla legge n. 51 del 27 maggio 2019, il collegio è stato definito tramite decreto legislativo all'interno della circoscrizione Sicilia 2.
È formato dal territorio dell'intera provincia di Ragusa (12 comuni), da 15 comuni della città metropolitana di Catania: Caltagirone, Castel di Iudica, Grammichele, Licodia Eubea, Mazzarrone, Militello in Val di Catania, Mineo, Mirabella Imbaccari, Palagonia, Raddusa, Ramacca, San Cono, San Michele di Ganzaria, Scordia e Vizzini e dal comune di Niscemi in provincia di Caltanissetta.
Il collegio è parte del collegio plurinominale Sicilia 2 - 03.

## Eletti
| Elezione | Elezione | Deputato         | Partito |
| -------- | -------- | ---------------- | ------- |
|          | 2022     | Antonino Minardo | Lega    |

1. ↑  In data 18.04.2024 aderisce al gruppo misto-NI; in data 18.07.2025 aderisce al gruppo Forza Italia - PPE.

## Dati elettorali

### XIX legislatura
Come previsto dalla legge elettorale, 147 deputati sono eletti con sistema a maggioranza relativa in altrettanti collegi uninominali a turno unico.
| Candidati                                 | Candidati                  | Voti    | %     | Liste                          | Voti    | %     |
| ----------------------------------------- | -------------------------- | ------- | ----- | ------------------------------ | ------- | ----- |
|                                           | Antonino Minardo ✔️ Eletto | 73 268  | 41,38 | Fratelli d'Italia              | 40 698  | 22,99 |
| Forza Italia                              | Antonino Minardo ✔️ Eletto | 73 268  | 41,38 | 19 103                         | 10,79   |       |
| Lega per Salvini Premier                  | Antonino Minardo ✔️ Eletto | 73 268  | 41,38 | 12 399                         | 7,00    |       |
| Noi moderati/Lupi - Toti - Brugnaro - UDC | Antonino Minardo ✔️ Eletto | 73 268  | 41,38 | 1 068                          | 0,60    |       |
|                                           | Eugenio Saitta             | 52 817  | 29,83 | Movimento 5 Stelle             | 52 817  | 29,83 |
|                                           | Luigi Bellassai            | 33 998  | 19,20 | Partito Democratico-IDP        | 24 872  | 14,05 |
| Alleanza Verdi e Sinistra                 | Luigi Bellassai            | 33 998  | 19,20 | 4 620                          | 2,61    |       |
| +Europa                                   | Luigi Bellassai            | 33 998  | 19,20 | 2 940                          | 1,66    |       |
| Impegno Civico - Centro Democratico       | Luigi Bellassai            | 33 998  | 19,20 | 1 566                          | 0,88    |       |
|                                           | Salvatore Liuzzo           | 8 783   | 4,96  | Azione - Italia Viva - Calenda | 8 783   | 4,96  |
|                                           | Luigi Melilli              | 3 971   | 2,24  | Italexit                       | 3 971   | 2,24  |
|                                           | Giuseppe Zisa              | 2 242   | 1,27  | Unione Popolare                | 2 242   | 1,27  |
|                                           | Irene Iapichino            | 1 969   | 1,11  | Italia Sovrana e Popolare      | 1 969   | 1,11  |
| Totale                                    | Totale                     | 177 048 | 100   |                                | 177 048 | 100   |
|                                           |                            |         |       |                                |         |       |
| Voti non validi                           | Voti non validi            | 19 016  | 9,70  |                                |         |       |
| Votanti                                   | Votanti                    | 196 064 | 53,25 |                                |         |       |
| Elettori                                  | Elettori                   | 368 166 |       |                                |         |       |